# Walter Di Salvo
Walter Di Salvo (Firenze, 20 luglio 1926 – Massa Marittima, 22 febbraio 2017) è stato un architetto italiano.

## Biografia
Walter Di Salvo si laureò in architettura presso l'Università di Firenze nel 1955. Primo classificato al concorso per il lungomare di Tirrenia (Pisa) nel 1956, dopo alcune realizzazioni per edifici privati di civile abitazione, nel 1959 redasse il primo progetto dell'insediamento turistico di Punta Ala, a cui fece seguito nel 1960 il progetto e la direzione lavori delle urbanizzazioni della stessa località. A Punta Ala, dove si trasferì lasciando Firenze, progettò e realizzò numerose opere di notevole qualità architettonica. Si ricordano, tra le tante: il bar "La Vela" (1960), la chiesa della Consolata (1961), villa Rusconi e villa Marzocchi (1962), villa Nanni (1963), villa Di Gravio e ristorante bar "La Bussola" (1965).
Per il complesso Sole Maremma a Riva del Sole (1978) fu segnalato al Premio IN-ARCH per la Toscana nel 1990. A Grosseto fece parte del gruppo Architetti Riuniti Grossetani (ARG) per la progettazione del piano 167 della Sugherella (1979-1985); suo anche il progetto di uno stabilimento termale a Roselle (1980), mai realizzato.
Nel 1987 venne scelto a far parte del gruppo dei progettisti della Fiat per il progetto Novoli, insieme a Giovanni Michelucci, Richard Rogers, Bruno Zevi, Leonardo Ricci, Rob Krier e altri. Realizzò inoltre la galleria commerciale della stazione di Santa Maria Novella a Firenze.
Morì il 22 febbraio 2017 all'ospedale di Massa Marittima, dove era stato ricoverato per una frattura al femore.

## Archivio
Il fondo archivistico Walter Di Salvo è stato ordinato dallo stesso architetto ed è custodito nel suo studio dagli eredi. L'archivio è composto da cinque nuclei: gli elaborati grafici (originali su carta lucida, eliocopie, schizzi su fogli); la raccolta di fotografie in bianco e nero; materiale documentario vario (ottanta faldoni circa l'attività progettuale, con relazioni dattiloscritte, preventivi, ricevute, corrispondenze di lavoro, ritagli di giornale); dodici plastici di vario formato; e infine la biblioteca personale. La documentazione copre un periodo di tempo che va dal 1955 al 2006.
Al fine di preservare l'eredità dell'architetto, viene costituita l'associazione "Archivi Privati Uniti - Centro di documentazione su arte e architettura contemporanea in Toscana". L'associazione, con sede in Firenze, nasce dall'esigenza di conservare e valorizzare l'archivio progettuale privato e delle opere urbanistiche e architettoniche realizzate da Walter Di Salvo, promuovendo la diffusione del materiale conservato e catalogato nel detto archivio. L'associazione, che conserva la parte di archivio di uno degli eredi diretti, intende recuperare tutto il materiale dell'archivio privato di Walter Di Salvo.